# Художественная галерея и музей Келвингроув
Художественная галерея и музей Келвингроув (англ. Kelvingrove Art Gallery and Museum) — находится в Глазго. Является самым посещаемым музеем Шотландии и шестым по посещаемости в Великобритании. Расположен в районе Вест-Энд в парке Келвингроув, на берегу реки Келвин, недалеко от главного кампуса Университета Глазго на Гилморехилле. В музее 22 галереи, в которых размещены различные экспонаты, в том числе произведения искусства эпохи Возрождения, чучела животных и артефакты из древнего Египта.

## История

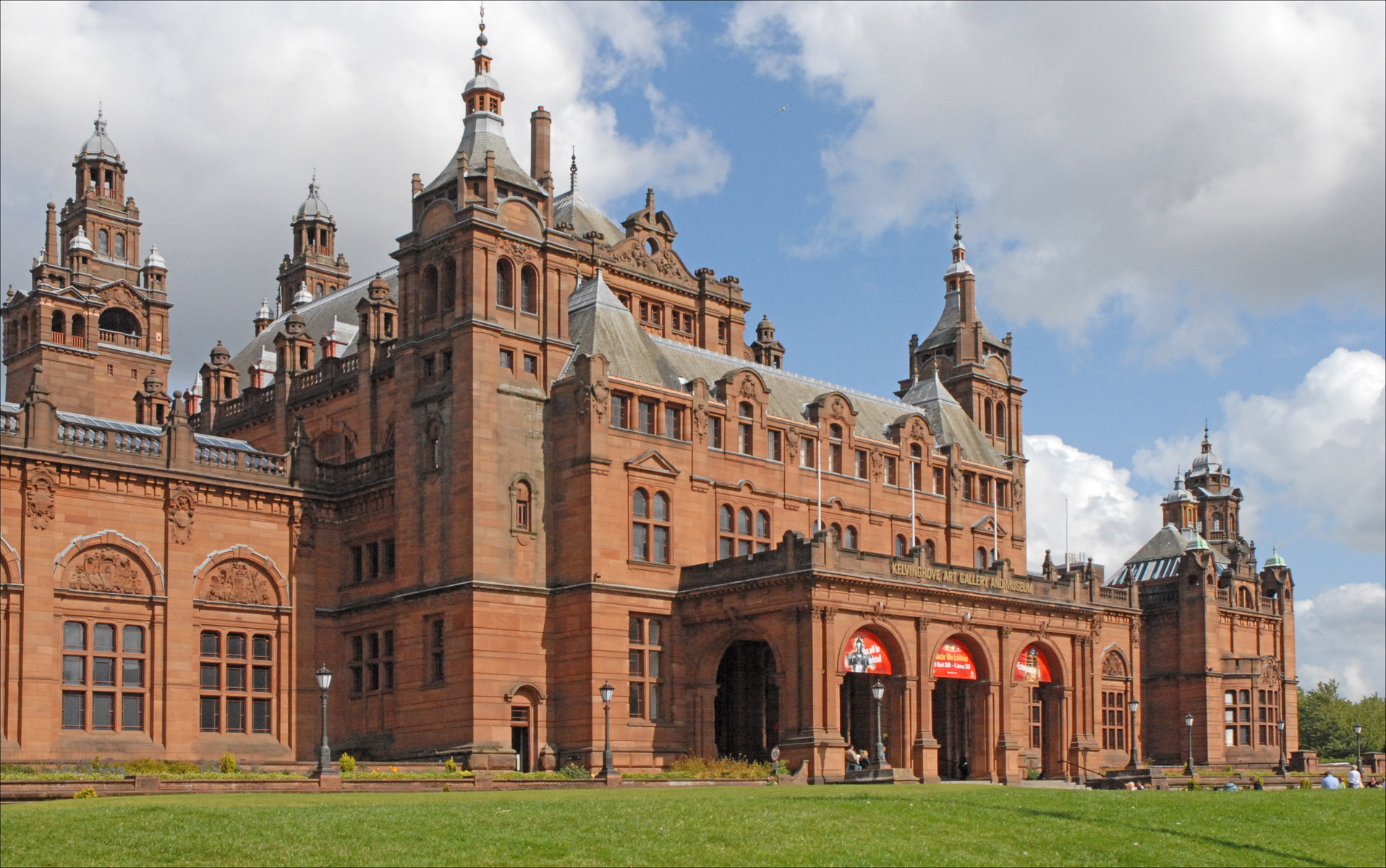
Здание галереи

Строительство здания галереи согласно архитектурной традиции Глазго из красного песчаника в стиле испанского барокко было начато в 1892 году. Частично финансирование происходило за счет средств Международной выставки 1888 года, проходившей в парке Кельвингроув. Авторами проекта выступили архитекторы Джон В. Симпсон и Милнер Аллен. Открытие галереи как Дворца изящных искусств состоялось 2 мая 1901 года и было приурочено к началу Международной выставки в Глазго. Для оформления здания было задействованы такие скульпторы, как Джордж Фрамптон, Уильям Ширреффс, Фрэнсис Дервент Вуд и другие. Основу экспозиции составило собрание из галереи Арчибальда Маклеллана, одного из видных горожан Глазго, подарившего городу собранную им коллекцию из 400 живописных полотен.
В 2002 году прошла кампания по сбору средств на реконструкцию и обновление музея. Пожертвования различных фондов, организаций и частных лиц составили около 13 миллионов фунтов стерлингов. Восстановительные работы продлились три года, а 11 июля 2006 года галерея Келвингроув вновь открылась для посещения.

## Экспозиция

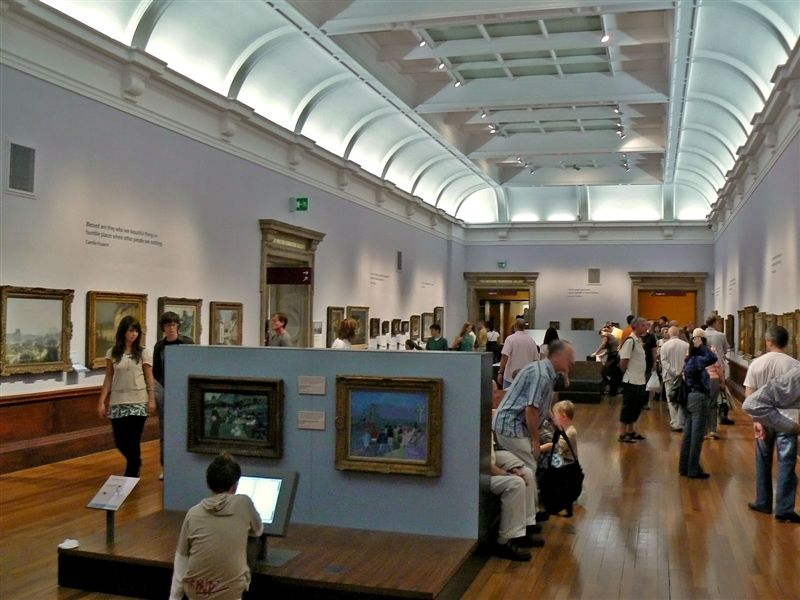
Внутри галереи

Среди экспонатов музея — полотна Рембрандта, Рубенса, Якоба ван Рейсдаля, Боттичелли, Тициана, Джованни Беллини, Дега, Моне, Пикассо, Дали, Ван Гога, Писсарро, Россетти, шотландских живописцев Уильяма Орчардсона, Джона Петти, Горацио Маккаллоха, Генри Ребёрна, Сэмюеля Пепло и др. Кроме того в музее можно увидеть коллекцию скелетов доисторических животных; коллекцию объектов искусства Древнего Египта; коллекцию скульптур; коллекцию рисунков, предметов мебели и других объектов, выполненных знаменитым уроженцем Глазго архитектором Чарльзом Ренни Макинтошем; коллекцию оружия и доспехов; ряд выставок, посвященных историческому наследию Шотландии и Глазго.